# Nigel Atherfold
Nigel William Atherfold (* 13. Juni 1963 in Auckland) ist ein ehemaliger neuseeländischer Ruderer.

## Biografie
Nigel Atherfold wurde mit dem neuseeländischen Achter Weltmeister 1983. Er nahm bei den Olympischen Sommerspielen 1984 in Los Angeles im Achter teil, wo er den vierten Rang belegte. 1986 gewann er bei den Commonwealth Games und den Weltmeisterschaften jeweils Silber mit dem Vierer mit Steuermann.